# Cantone di Chénérailles
Il Cantone di Chénérailles era una divisione amministrativa dell'arrondissement di Aubusson.
A seguito della riforma approvata con decreto del 17 febbraio 2014, che ha avuto attuazione dopo le elezioni dipartimentali del 2015, è stato soppresso.

## Composizione
Comprendeva i comuni di:
- Le Chauchet
- Chénérailles
- Issoudun-Létrieix
- Lavaveix-les-Mines
- Peyrat-la-Nonière
- Puy-Malsignat
- Saint-Chabrais
- Saint-Dizier-la-Tour
- Saint-Médard-la-Rochette
- Saint-Pardoux-les-Cards
- La Serre-Bussière-Vieille